# Список глав государств в 97 году до н. э.
| 98 до н. э. ← Список глав государств по годам → 96 до н. э. |

## Азия
- Анурадхапура — Панья Мара, царь (98 до н. э. — 91 до н. э.)
- Армения Великая — Тигран I, царь (115 до н. э. — 95 до н. э.)
- Вифиния — Никомед III Эвергет, царь (127 до н. э. — 94 до н. э.)
- Иберия — Фарнаджом, царь  (109 до н. э. — 90 до н. э.)
- Индо-греческое царство:
  - Антиалкин, царь (в Паропамисадах, Арахозии и Гандхаре)  (115 до н. э. — 95 до н. э.)
  - Филоксен, царь (в Пенджабе, Паропамисадах, Арахозии и Гандхаре)  (100 до н. э. — 95 до н. э.)
- Иудея — Александр Яннай, царь  (103 до н. э. — 76 до н. э.)
- Каппадокия — Ариарат IX, царь (101 до н. э. — 96 до н. э., 96 до н. э. — 95 до н. э.)
- Китай (Династия Хань) — У-ди (Лю Чэ), император  (141 до н. э. — 87 до н. э.)
- Коммагена — Митридат I Калинник,  царь (109 до н. э. — 70 до н. э.)
- Корея:
  - Махан — Хьо, вождь (113 до н. э. — 73 до н. э.)
  - Пуё — Ковуру, тхандже (121 до н. э. — 86 до н. э.)
  - Пукпуё — Кодумак, тхандже (108 до н. э. — 60 до н. э.)
- Набатейское царство — Арета II, царь (103 до н. э. — 96 до н. э.)
- Осроена — Бакру II, царь (112 до н. э. — 94 до н. э.)
- Парфия — Митридат II Великий, царь (124 до н. э. — 91 до н. э.)
- Понтийское царство — Митридат VI Евпатор, царь (120 до н. э. — 63 до н. э.)
- Сатавахана — Сатакарни II, махараджа (134 до н. э. — 78 до н. э.)
- Селевкидов государство (Сирия):
  - Антиох VIII Грип, царь (125 до н. э. — 96 до н. э.)
  - Антиох IX Кизикский, царь (116 до н. э. — 95 до н. э.)
- Хунну — Цзюйдихоу, шаньюй (101 до н. э. — 96 до н. э.)
- Шунга — Ваджрамитра, император (108 до н. э. — 94 до н. э.)
- Япония — Судзин, тэнно (император) (97 до н. э. — 29 до н. э.)

## Африка
- Египет — Птолемей X Александр I, царь (107 до н. э. — 89 до н. э.)
- Кирена (Киренаика) — Птолемей Апион, царь (105 до н. э. — 96 до н. э.)
- Мавретания — Бокх I, царь (ок. 110 до н. э. — ок. 80 до н. э.)
- Нумидия — Гауда, царь (105 до н. э. — 88 до н. э.)

## Европа
- Боспорское царство — Митридат VI Евпатор, царь (109 до н. э. — 63 до н. э.)
- Ирландия — Конайре Великий, верховный король (110 до н. э. — 40 до н. э.)[1]
- Одрисское царство (Фракия) — Котис V, царь (120 до н. э. — 87 до н. э.)
- Римская республика:
  - Гней Корнелий Лентул, консул (97 до н. э.)
  - Публий Лициний Красс, консул (97 до н. э.)

## Галерея

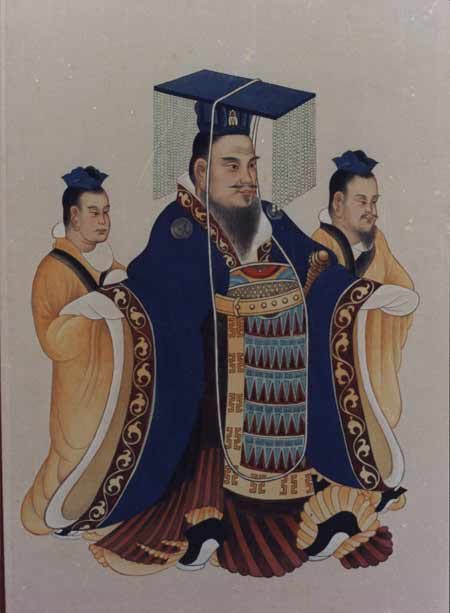
У-ди 141 до н.э.— 87 до н.э. Император Китая
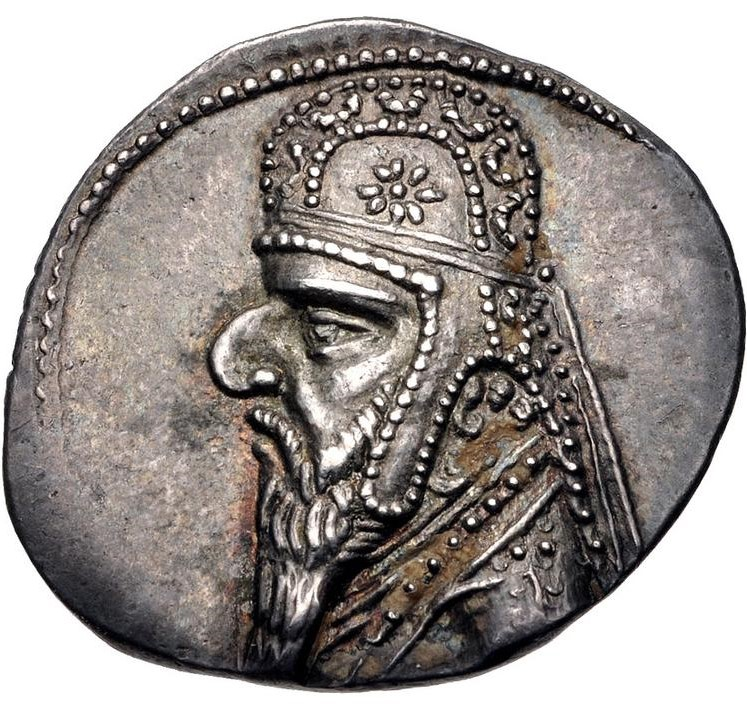
Митридат II Великий 124 до н.э.— 91 до н.э. Царь Парфии
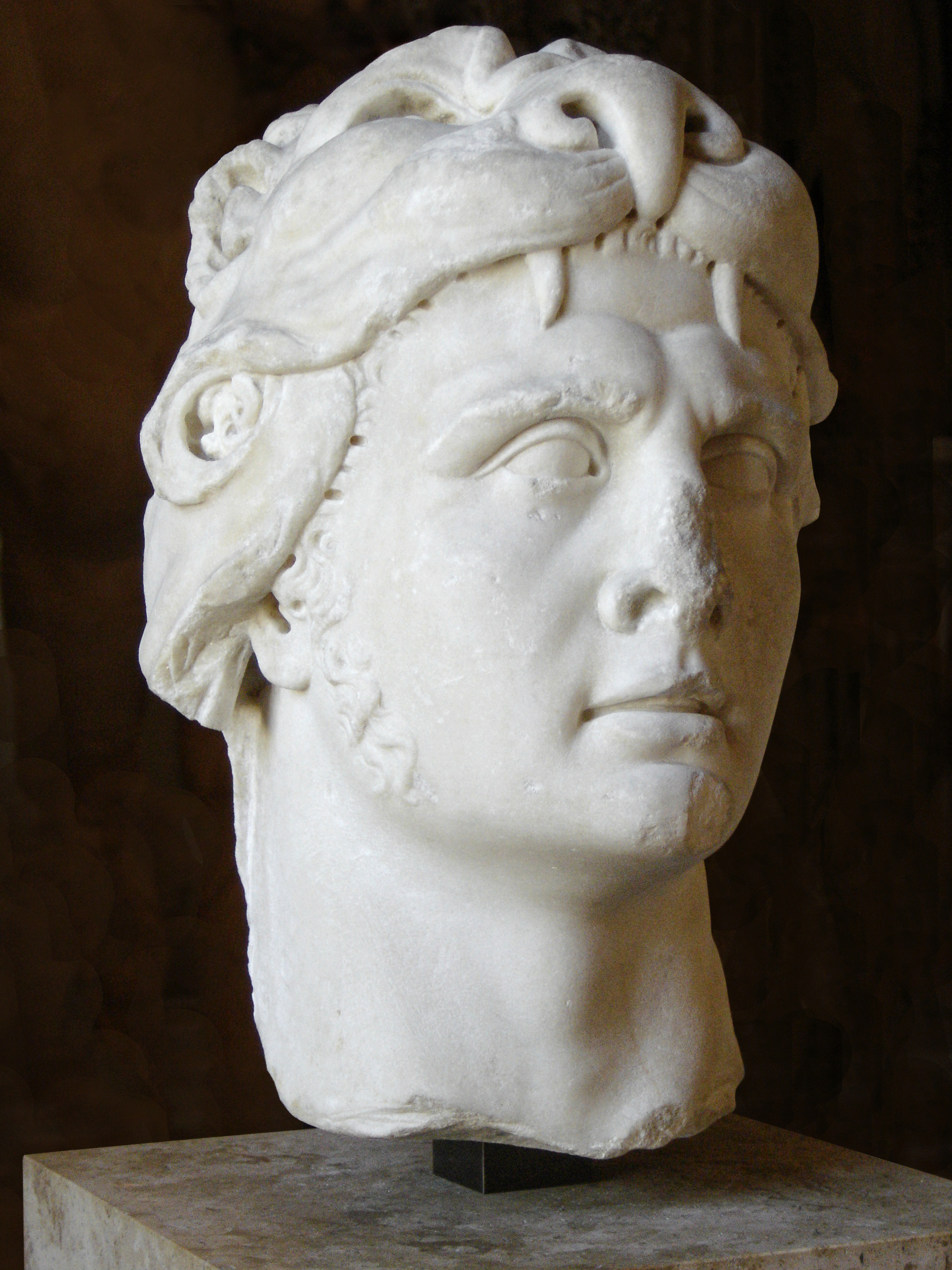
Митридат VI Евпатор 109 до н.э.— 63 до н.э. Царь Понта и Боспора
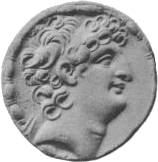
Антиох VII Грип 125 до н.э.— 96 до н.э. Царь Сирии
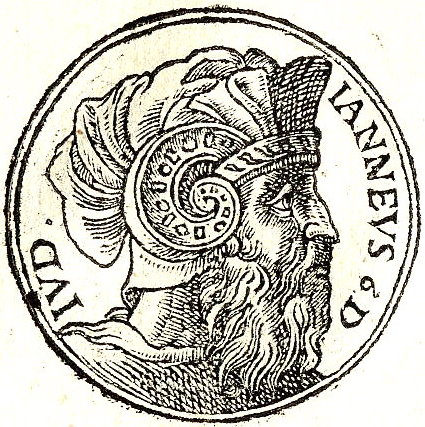
Александр Яннай 103 до н.э.— 76 до н.э. Царь Иудеи
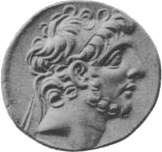
Антиох IX Кизикский 116 до н.э.— 95 до н.э. Царь Сирии
Бокх I ок. 110 до н.э.— ок. 80 до н.э. Царь Мавретании
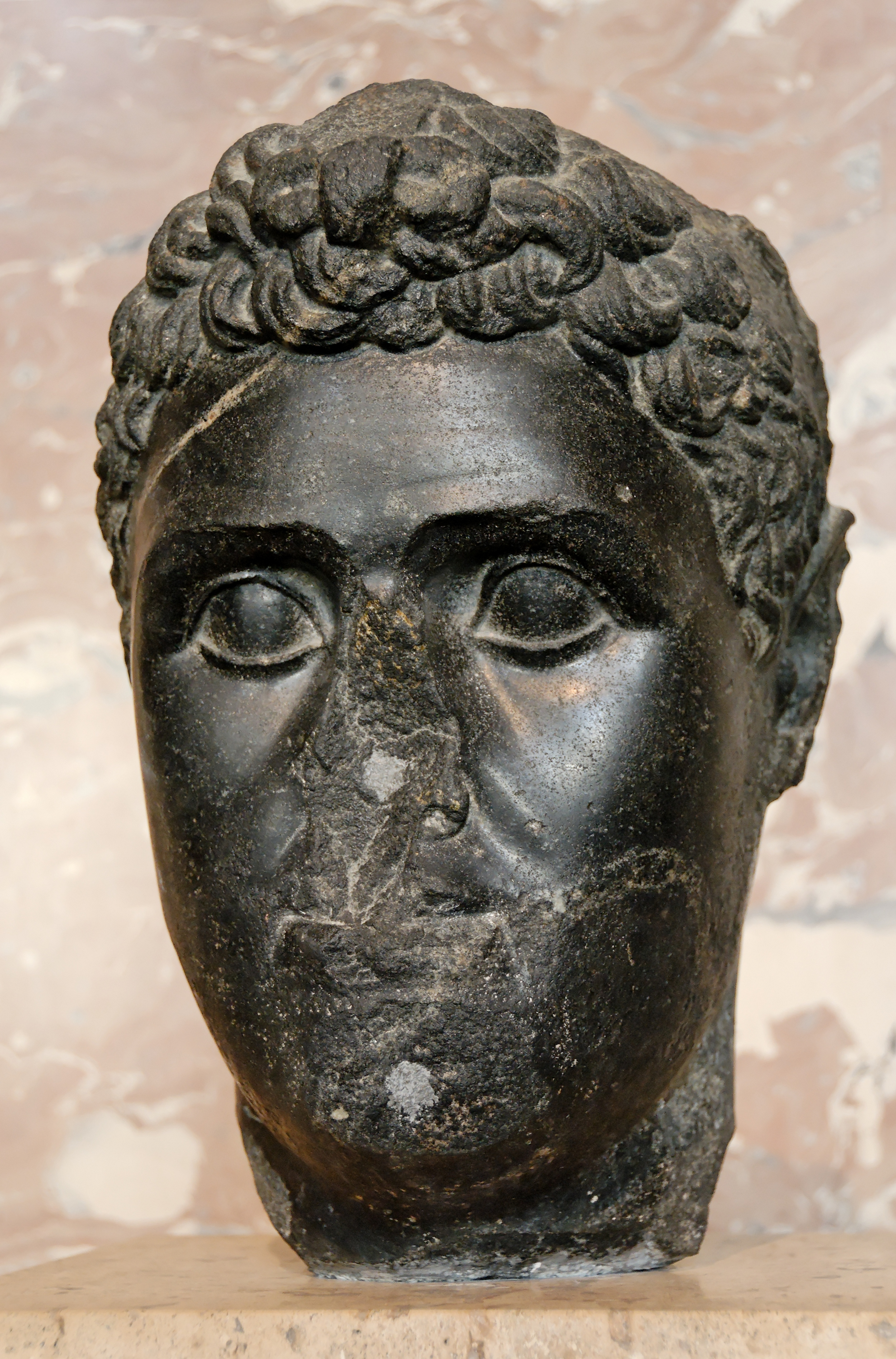
Птолемей X Александр II 107 до н.э.— 89 до н.э. Царь Египта
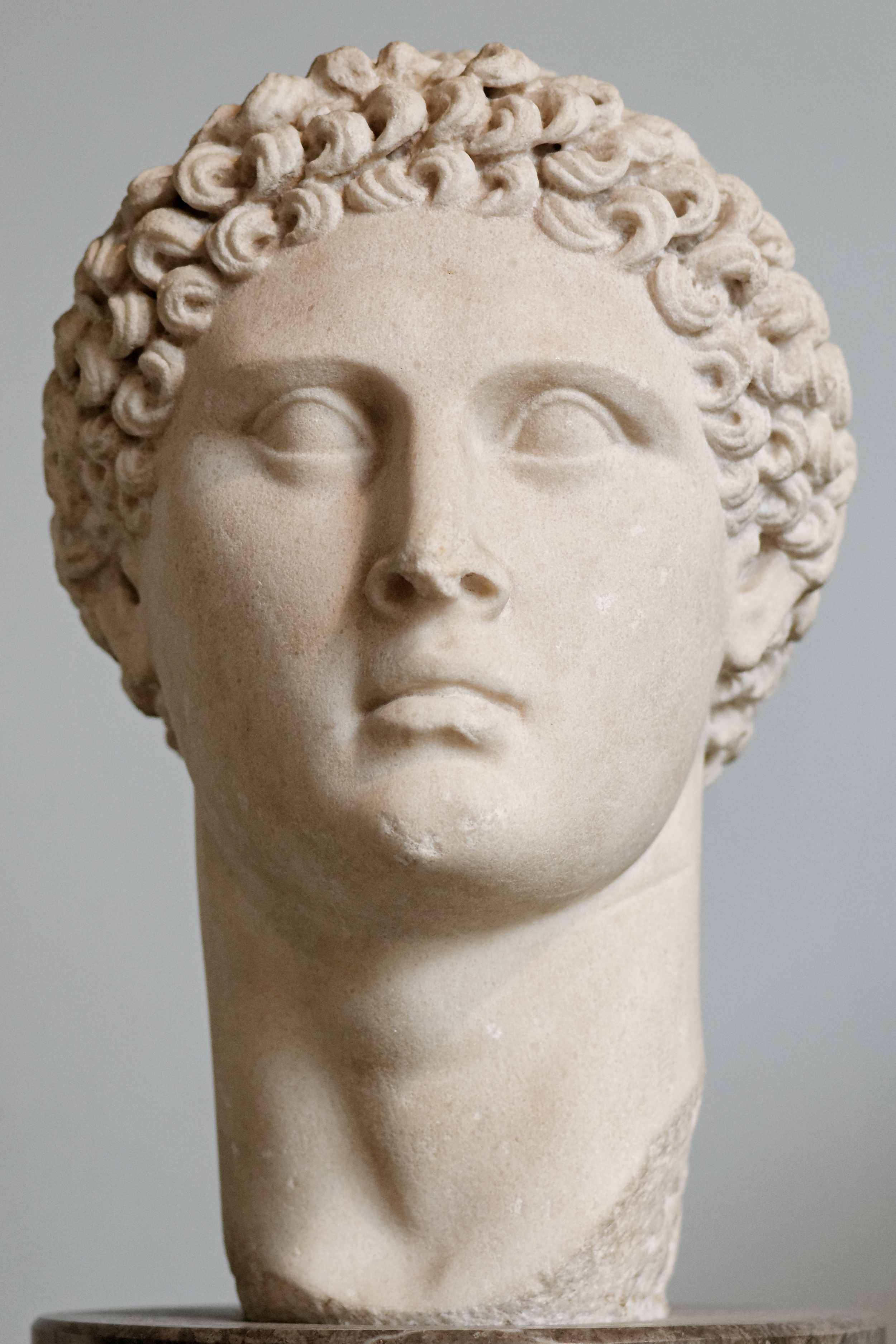
Птолемей Апион 107 до н.э.— 89 до н.э. Царь Кирены
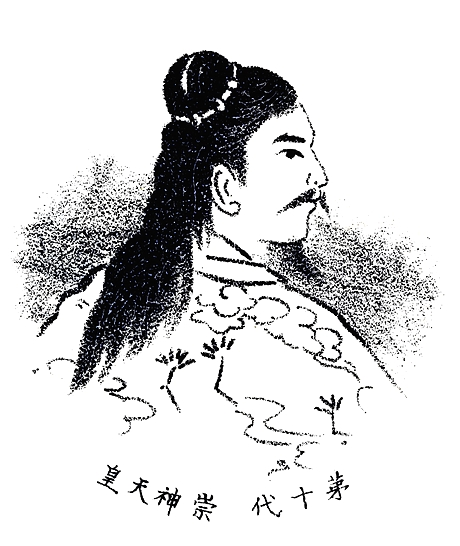
Судзин 97 до н.э.—29 до н.э. Император Японии